# Cala Esmeralda

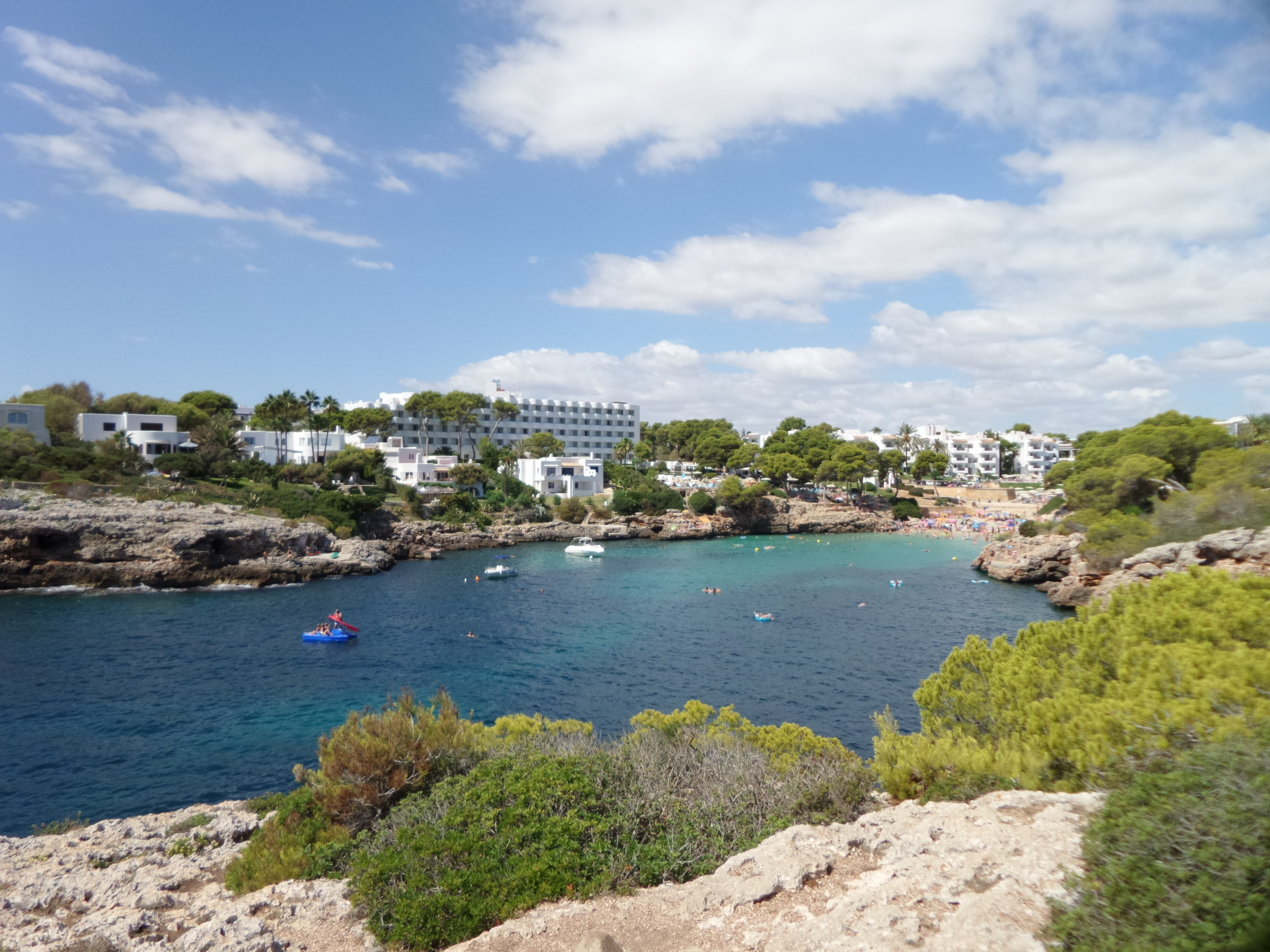
Vista de cala Esmeralda.

Cala Esmeralda (antes conocida como caló d'es Corrals) es una playa que está situada en la localidad española de Cala d'Or, municipio de Santañí, Mallorca. Se trata de una playa semiurbana de arena blanca, que a causa del turismo presenta un elevado grado de ocupación durante la época estival.
Las condiciones subacuáticas de cala Esmeralda son aptas para el calado de embarcaciones. Su fondo marino se sitúa entre los cuatro y los cinco metros de profundidad y se compone de arena y algas. La playa debe su nombre al color del agua, con matices del verde al azul, cristalino, transparente y con los fondos arenosos.
Entre los hoteles que rodean la cala destacan el Hotel Cala Esmeralda, el Esmeralda Park y el Cala Azul.